# Conseil international des chrétiens et des juifs
Le Conseil international des chrétiens et des juifs (International Council of Christians and Jews (ICCJ) en anglais) est une fédération mondiale de 38 associations de 32 pays différents engagées dans le dialogue entre les chrétiens et les Juifs judaïques.
I'ICCJ  fut fondé en 1947 en réaction à la Shoah dans la petite ville de Seelisberg où eut lieu la Conférence de Seelisberg. Un grand nombre de théologiens, d'historiens et d'enseignants consacrèrent leurs efforts à la recherche d'une réconciliation entre juifs et chrétiens.
L'Amitié judéo-chrétienne de France, fondée le 26 février 1948 en fait partie.

## Mission
Selon les statuts de l'ICCJ, la fédération :
- promeut la compréhension et la coopération entre les chrétiens et les juifs fondée sur le respect de l'identité et de l'intégrité des uns et des autres ;
- traite les problèmes de droits de l'homme et de dignité humaine profondément enracinés dans les traditions du judaïsme et du christianisme ;
- lutte contre toutes les formes de préjudice, d'intolérance, de discrimination, de racisme et le mauvais usage de la religion en vue de la domination nationale et politique ;
- affirme que c'est dans un dialogue honnête que chaque personne reste fidèle à ses engagements de foi essentiels, reconnaissant dans l'autre son intégrité et son altérité ;
- coordonne les activités mondiales à travers des conférences tenues régulièrement dans différents pays ;
- encourage la recherche et l'éducation en vue de promouvoir la compréhension interreligieuse parmi les étudiants, les enseignants, les dirigeants religieux, et les universitaires ;
- agit dans des régions qui jusqu'à présent ont peu ou pas de dialogue structuré entre juifs et chrétiens ;
- fournit une plateforme pour les débats théologiques.

## Histoire

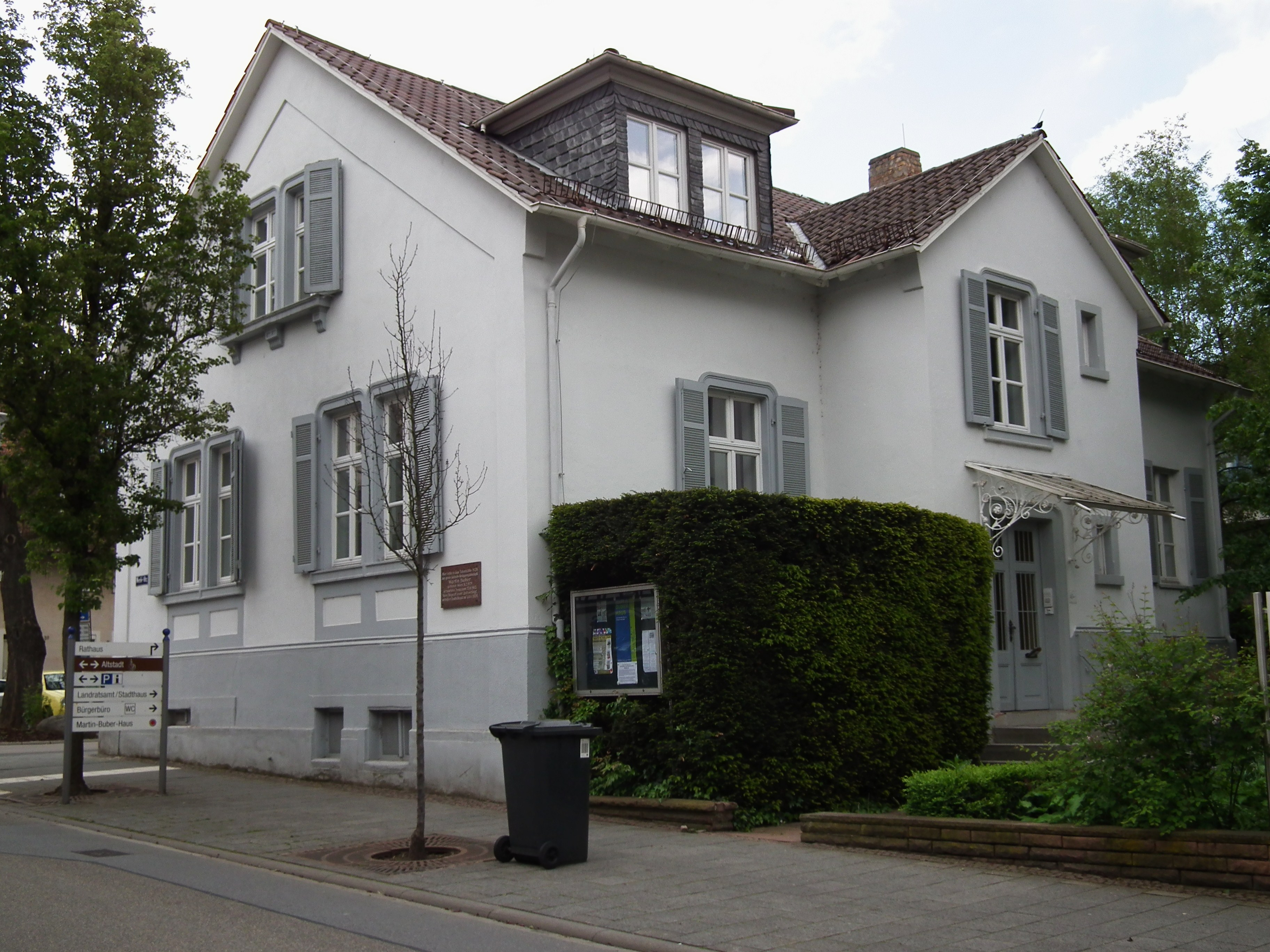
Maison de Martin Buber à Heppenheim dans la Bergstrasse, en Allemagne.

En 1947, l'ICCJ a publié un document après la Conférence de Seelisberg, donnant des recommandations en dix points.
Le quartier général international de l'ICCJ est situé à Heppenheim, Allemagne, dans la maison où le philosophe juif Martin Buber vécut jusqu'à ce que la persécution nationale-socialiste ne l'oblige à fuir l'Allemagne.
En 1993 l'ICCJ a publié Jews and Christians in Search of a Common Religious Basis for Contributing Towards a Better World (« Juifs et chrétiens en quête d'une base religieuse commune pour contribuer à un monde meilleur »). Ce document « contient à la fois des perspectives juives et des perspectives chrétiennes distinctes concernant la communication et la coopération mutuelles ainsi qu'un point de vue commun des fondements religieux pour que les juifs et les chrétiens travaillent ensemble pour un monde meilleur... »
L'ICCJ maintient un site internet, Jewish-Christian Relations, « qui se consacre à encourager le respect mutuel et la compréhension entre chrétiens et juifs dans le monde ».
Plus récemment, l'ICCJ et ses membres se sont engagés de plus en plus dans le dialogue entre religions abrahamiques : la rencontre entre juifs, chrétiens et musulmans.